# Dolnopočernický pivovar
Pivovar v Dolních Počernicích v Praze je bývalý pivovar, který stojí v areálu počernického zámku v parku při mlýnském náhonu. Spolu se zámkem a mlýnem je chráněn jako kulturní památka České republiky.

## Historie
Pivovar byl Dolních Počernicích již po roce 1562, kdy patřila obec majiteli novoměstských pivovarů Matěji Hůlkovi. Zdejší pivo se dodávalo do hospody Barborka při silnici z Prahy do Vídně.
Nově byl pivovar vystavěn roku 1751 majitelem Počernic Václavem Klementem, svobodným pánem Saltza. Z doby této výstavby se dochoval klenutý suterén v západní části budovy a nad ním sladová půda pod trámovým stropem, podpíraným dřevěnými sloupky.
Roku 1821 byl stavitelem Jindřichem Hausknechtem vybudován nový velký sklep s lednicí. Tento sklep se dochoval spolu s částí obvodové zdi jeho nadzemní nástavby v příčném traktu nového pivovaru, jehož štít je otočen ke chvalské silnici. Původní starý barokní pivovar krytý šindelovou střechou měl dole varnu, chladicí komory a sladovnu s klenutým hvozdem, nahoře pak pokoje, kuchyň a další hvozd. Později přibyly tři hluboké klenuté sklepy a roku 1883 vodní rezervoár.
V letech 1884–1885 byla postavena nová pivovarská varna v místech staré hřbitovní kostnice. S varnou sousedila strojovna a pivovar získal i nový, velký klenutý sklep z pískovcových kvádrů. Starou lednici s vraty do ulice nahradila chladírna, byl postaven výtah sudů, zřízeno rozlehlé humno s litinovými sloupy, cihelný hvozd s válcovým komínem a vyrovnáno nádvoří násypem při jižní budově - její přízemí se stalo suterénem. V barokním pivovaru se u velkého skladiště ječmene se nacházela sušárna sladu, šalanda, kancelář, prádelna a byty. V novém pivovaru z let 1885 byla vedle varny s kotelnou ještě šrotovna a spilka, dvě stáčírny ve sklepích, dvě lednice a takzvaný „pivní sklep“.
V roce 1928 odkoupilo pivovar město Praha a pronajímalo jej. Produkce pomalu klesala, v roce 1936 se vařila pouze jedna várka za pět až šest týdnů a do konce roku se provoz ukončil. Objekty převzal Pragovar, který je využíval jako sklady a lednice.

## Budovy
Pivovar s ledařskými sklepy má mohutnou hlavní budovu s pivovarským komínem umístěným nad převýšeným rizalitem. Stavba obdélného půdorysu krytá sedlovou střechou s vikýři je tímto komínem rozdělena na dvě části. Fasády jsou lemovány lizénami a přepásány plochou římsou.
Do areálu pivovaru paří další čtyři hospodářské budovy stojící severně při ulici Národních hrdinů. První z nich je široká přízemní budova se sedlovou střechou. Druhá stavba je přízemní na obdélném půdorysu, která má štítové průčelí do ulice prolomeno rozměrnými vraty a vysokým, úzkým  segmentově ukončeným oknem. Třetí hospodářská budova s komínem je obdélná stavba se sedlovou střechou; zděný komín prostupuje jejím štítem. Průmyslová okna jsou převýšená a zakončená segmentem, jsou lemována plochou štukovou šambránou. Čtvrtá hospodářská budova je členitá, sestavená z objektů různých výšek a objemů a doplněná zděným komínem.

## Popis
Za majitele Bely barona Dercsényiho produkoval pivovar 9 várek týdně a zásoboval 28 hospod v Praze a další v jejím okolí; v roce 1911 měl rekordní výstav 12200 hl piva. Po odkoupení pivovaru městem Prahou v roce 1928 měl nájemce nejvyšší výstav 9900 hl.